# 土耳其革命共产党
土耳其革命共产党（土耳其語：Türkiye Devrimci Komünist Partisi，缩写为TDKP）是土耳其的一个非法的共产主义政党。1978年10月，土耳其人民解放军召开会议，决定改名为“土耳其革命共产党—建设组织”。1980年2月2日，“土耳其革命共产党—建设组织”召开代表大会，正式建立土耳其革命共产党。
该党坚持阿尔巴尼亚劳动党的政治路线。1996年，该党成员建立合法组织劳动党。